# کانن ئی‌اواس-۱دی ایکس
کانن ئی‌اواس-۱دی ایکس (به انگلیسی: Canon EOS-1D X) یک دوربین عکاسی تک‌لنزی بازتابی ساخت شرکت کانن است.